# Peridroma pucaranica
Peridroma pucaranica är en fjärilsart som beskrevs av Emilio Berio 1961. Peridroma pucaranica ingår i släktet Peridroma och familjen nattflyn. Inga underarter finns listade i Catalogue of Life.